# Jordi Bonet Coll
Jordi Bonet-Coll (La Bisbal d'Empordà, 1969) és un empordanès que compagina el negoci familiar amb l'escriptura. Col·labora a diverses revistes, sobretot a la Revista de Girona i a Gavarres.
L'any 1999 va guanyar el premi de narració dels premis Recull de Blanes i l'editorial Proa li va publicar un conjunt de relats titulat T'arriben les veus. L'any 2003 va guanyar el Premi Valldaura de novel·la Memorial Pere Calders, que convoquen l'ajuntament de Cerdanyola del Vallès i la UAB, i el Servei de Publicacions de la universitat li va publicar la novel·la curta S'ha trencat alguna cosa.
L'any 2011, va col·laborar en el llibre col·lectiu Tombes i lletres: homenatge fotogràfic i literari a 41 escriptors nostres (Edicions Sidillà).
L'any 2012 va publicar El llibre del recuit: Vida i miracles d'un llevant de taula (Edicions Sidillà).
A més d'aquestes obres, té publicats contes en tres reculls col·lectius i l'any 2007 va escriure el guió del documental La Bisbal d'Empordà: 100 anys de ciutat.

## Publicacions
- T'arriben les veus (Proa, 1999)
- S'ha trencat alguna cosa (Servei de Publicacions de la UAB, 2003) ISBN 9788449023132[3]
- El llibre del recuit: Vida i miracles d'un llevant de taula (Edicions Sidillà, 2012)